# 30 Rock
30 Rock är en amerikansk sitcom, som hade premiär på NBC den 11 oktober 2006. 30 Rock skapades av Tina Fey, tidigare känd från Saturday Night Live. Hon är även seriens producent, har skrivit flera av avsnitten och spelar även med i serien som Liz Lemon, huvudförfattaren för TGS. Serien sändes i sju säsonger och sista avsnittet visades 31 januari 2013.
Namnet 30 Rock är ett smeknamn för 30 Rockefeller Plaza, där NBC:s New York-huvudkontor ligger. 30 Rockefeller Plaza är i serien arbetsplatsen för de anställda på den fiktiva humorserien TGS with Tracy Jordan.
Serien vann sammanlagt 16 Primetime Emmy Awards av totalt 103 nomineringar. Under 2009 fick den totalt 22 Emmy-nomineringar, vilket är det största antalet en komediserie någonsin erhållit.

## Skådespelare i urval
- Tina Fey – Liz Lemon
- Alec Baldwin – Jack Donaghy
- Tracy Morgan – Tracy Jordan
- Jane Krakowski – Jenna Maroney
- Jack McBrayer – Kenneth Parcell
- Scott Adsit – Pete Hornberger
- Judah Friedlander – Frank Rossitano
- Katrina Bowden – Cerie Xerox
- Keith Powell – James "Toofer" Spurlock
- Lonny Ross – Josh Girard
- Kevin Brown – Dot Com
- Grizz Chapman – Grizz
- Maulik Pancholy – Jonathan
- John Lutz – J.D. Lutz

## Visning i Sverige
Serien hade premiär i Sverige den 1 februari 2008 på TV4 Plus. 30 Rock har efter detta visats på flera av TV4-gruppens kanaler, så som TV4 Plus, TV4 Komedi och TV11.